# اندر ویرتا
اندر ویرتا (انگلیسی: Ander Vidorreta؛ زادهٔ ۱۲ ژوئیهٔ ۱۹۹۷) بازیکن فوتبال است.